# Montie Rissell
Montie Ralph Rissell (né en 1959), également connu sous le nom de Monte, est un serial killer et violeur américain qui a violé et assassiné cinq femmes entre 1976 et 1977 à Alexandria, en Virginie, où il vivait.

## Jeunesse
Rissell a vécu ses sept premières années de sa vie dans la ville où il est né, à Wellington, au Kansas. Rissell vivait avec sa mère, mariée et divorcée deux fois avant que Rissell ait l'âge de 12 ans. Le père biologique de Rissell a quitté la maison quand Montie avait sept ans. Montie Rissell avait deux frères et sœurs plus âgés: un frère, Harold, et une sœur. À l'âge de 14 ans, Rissell avait commis son premier viol. Accusé d'une série de délits mineurs, il a été placé en établissement en 1973. Peu de temps après sa libération, en 1975, il a été arrêté pour tentative de vol après avoir tenté de voler une femme avec un couteau dans un ascenseur près de chez lui. Il a été condamné à cinq ans de prison avec sursis et a quitté l'école secondaire T. C. Williams à l'âge de 17 ans,.

## Meurtre
Rissell était apparemment en colère contre son ex-petite amie après l'avoir vue avec un autre homme. Le 4 août 1976, Rissell a rencontré Aura Marina Gabor, une prostituée âgée de 26 ans, vivant dans le même complexe d'appartements que Rissell, dans le pâté de maisons 400 de North Armistead Street à Alexandria. Rissell dit s'être emporté contre elle après qu'elle l'ait "autorisé" à coucher avec elle et qu'elle ait feint d'apprécier, et c'est pourquoi il l'a noyée dans un ravin à proximité.
Le deuxième meurtre a eu lieu en mars 1977, lorsque Rissell a violé et poignardé Ursula Miltenberger, stagiaire en gestion chez McDonald's, âgée de 22 ans, près du Hamlet Apartments. Son corps a été retrouvé le 6 mars dans un bois de Fairfax.
Sa troisième victime fut Gladys Ross Bradley, âgée de 27 ans, employée de la poste et résidente de Hamlet Apartments. En avril 1977, Rissell attendait devant sa maison avec un couteau à steak venant de la cuisine de sa mère. Il l'a violée deux fois, puis l'a traînée par les pieds vers un ruisseau voisin, où il l'a noyée. Son corps a été retrouvé le 29 avril 1977.
La quatrième victime fut Jeanette McClelland, âgée de 24 ans, correctrice d'épreuves graphiques à Bru-El Graphics et résidente de Hamlet Apartments. Elle a été retrouvée violée et poignardée 24 fois dans une région boisée le 17 mai 1977.
La cinquième et dernière victime fut Aletha Byrd, âgée de 34 ans, conseillère personnelle au grand magasin Woodward & Lothrop du Tysons Corner Centre. Aletha avait disparu de sa maison depuis le 10 avril 1977. Elle a été retrouvée morte le 17 mai dans un conduit près de Shirley Highway. Elle avait reçu une centaine de coups de couteau. Le 18 mai, la police, qui surveillait Rissell parce qu'il était suspect, a fouillé sa voiture et a retrouvé le portefeuille, les clés et le peigne de Byrd,. La police a ensuite confirmé que les empreintes digitales de Rissell avaient été retrouvées sur la voiture de Miltenberger. Rissell a avoué avoir tué les cinq femmes.
Rissell a été accusé d'avoir enlevé, violé et assassiné les cinq femmes. Cependant, comme il a plaidé coupable aux accusations de meurtre, les accusations d'enlèvement et de viol ont été abandonnées. Rissell a été condamné à cinq peines à perpétuité consécutives le 11 octobre 1977. Il avait 18 ans au moment de sa condamnation.

## Prison
En prison, Rissell a écrit un manuscrit de 461 pages détaillant ses meurtres.
Rissell est devenu admissible à la libération conditionnelle en 1995, entraînant de nombreuses protestations de la part des membres de la famille des victimes et de la communauté. Depuis lors, Rissell s'est vu accorder une audience de libération conditionnelle annuelle en novembre ; il s'est vu refuser la libération conditionnelle à chaque fois.
Rissell a d'abord été incarcéré au centre correctionnel d'Augusta et est actuellement incarcéré au centre correctionnel d'État de Pocahontas, en Virginie.

## Pop culture
Russell a été présenté dans la saison 1, épisode 4 du drame policier Netflix 2017, Mindhunter; l'acteur Sam Strike (en) l'a incarné.